# Сказінський Ілярій Михайлович
Ілярій Михайлович Сказінський (псевдо.: «Крига», «Богданович»; нар. 1921, с. Мшана, нині  Тернопільський район Тернопільська область — пом. грудень 1951, м. Чортків Тернопільська область) — український військовик, поручник-політвиховник УПА (22.01.1946), учасник національно-визвольних змагань.

## Життєпис
Народився в селі Мшана Тернопільського повіту ЗУНР, окупованої Польщею. Закінчив учительську гімназію, навчався у сільськогосподарській академії в м. Подєбради (нині Чехія). Працював учителем.
Від 1939 — член ОУН. Станичний ОУН у своєму селі до серпня1941 року, та підрайонний провідник ОУН до червня 1942 року. 1942 — повітовий референт пропаганди Зборівського району, 1943 — референт ОУН на Бережанщині. 1944—1946 — політвиховник воєнної округи «Лисоня» УПА. 
Організаційний референт Чортківської округи ОУН у 1947—1949 роках. Від 1949 і до арешту 2 травня 1951 року — окружний провідник Чортківської округи ОУН.
У квітні 1951 Ілярія Сказінського заарештували органи МДБ; 28 жовтня 1951 засуджений до смертної кари. Вирок виконали у грудні на ринковій площі в Чорткові, повішаний разом з діячами ОУН Левком Бегерським (районовий провідник Золотопотіцького району), Дмитром Малиником та Броніславом Поповичем. Тіла повстанців три доби висіли на площі, їх пильнували 20 червоноармійців.

## Нагороди
- Згідно з Наказом військового штабу воєнної округи 3 «Лисоня» ч. 1/50 від 5.09.1950 р. керівник Чортківсько-бережанського окружного проводу ОУН Ілярій Сказінський — «Крига» нагороджений Бронзовим хрестом заслуги УПА.
- Згідно з Постановою УГВР від 15.06.1952 р. і Наказом Головного військового штабу УПА ч. 1/52 від 20.06.1952 р. керівник Чортківсько-бережанського окружного проводу ОУН Ілярій Сказінський — «Крига» нагороджений Срібним хрестом заслуги УПА.

## Вшанування пам'яті
- 24.08.2018 р. від імені Координаційної ради з вшанування пам'яті нагороджених Лицарів ОУН і УПА у с. Золота Слобода Козівського р-ну Тернопільської обл. Бронзовий хрест заслуги УПА (№ 060) та Срібний хрест заслуги УПА (№ 051) передані Оксані Данилишин, племінниці Ілярія Сказінського — «Криги».

## Зауваги
1. ↑  за протоколом вироку — Малиник Дмитро Михайлович